# 浅川純
浅川純（あさかわ じゅん、1939年12月27日 - 2020年9月5日）は、日本の小説家。

## 人物・来歴
沖縄県生まれ、熊本県育ち。本名・新崎寛尚。京都大学法学部卒。
会社員を経て、1986年「世紀末をよろしく」でオール讀物推理小説新人賞を受賞、作家となる。当初推理小説を書くが、のち会社員小説などに転じた。

## 著書
- 『カナダで人生ピットイン』新崎寛尚 著. 勁草出版サービスセンター 1984
- 『空中密室40メートルの謎』（講談社ノベルス）1988『浮かぶ密室』（講談社文庫）1996
- 『伊豆大島殺人火山』推理サスペンス 大陸書房 1989
- 『緊急特報「誘拐」』長篇ミステリー (Tokuma novels) 徳間書店 1989
- 『社内犯罪講座』実業之日本社 1990、のち新潮文庫
- 『死体の壁』(Tokuma novels) 徳間書店 1990
- 『最終人事の殺意』(C・novels) 中央公論社 1990、のち新潮文庫
- 『スーパーひたち3号96分の罠』(Rippu novels) 立風書房 1990「水戸・日立ビジネス特急誘拐事件」（講談社文庫）1997
- 『しあわせのわけまえ』双葉社 1991、のち講談社文庫
- 『わが社のつむじ風』実業之日本社 1992、のち新潮文庫
- 『平成カイシャイン物語』実業之日本社 1993、のち講談社文庫
- 『わが社への答辞』実業之日本社 1993
- 『青春の残照』講談社 1994
- 『人生リフォームing カイシャインの自己回復物語』（講談社文庫）1994
- 『カイシャを辞めて就く仕事』（ノン・ポシェット）祥伝社 1995
- 『変わるカイシャの中若男女』徳間書店 1996
- 『恋心リバイバル』実業之日本社 1996
- 『カイシャインの未来 変わるカイシャとどうつきあうか』小学館 1996
- 『沖縄の家族』実業之日本社 1998
- 『憧れし日本へ逃れて』実業之日本社 1999
- 『自分の人事は自分で決める「社内犯罪講座」リストラリベンジ篇』実業之日本社 2000.3